# ATCvet code QI04
ATCvet code QI04 مرتبط با سیستم ایمنی قوچ‌ومیش زیرگروهی درمانی از سیستم طبقه‌بندی شیمیایی درمانی آناتومیک برای محصولات دامپزشکی است. این سیستمِ متشکل از کدهای حرفی‌عددی را سازمان جهانی بهداشت برای طبقه‌بندی داروها و سایر تولیدات پزشکی در حوزهٔ دامپزشکی ایجاد کرده است. زیرگروه QI04 جزوی از گروه آناتومیک QI مرتبط با سیستم ایمنی است.
ممکن است نسخه‌های ملی از طبقه‌بندی ATC حاوی کدهای اضافه‌ای باشند که در این فهرست (نسخهٔ سازمان جهانی بهداشت) نیامده باشند.

## QI04Aگوسفند

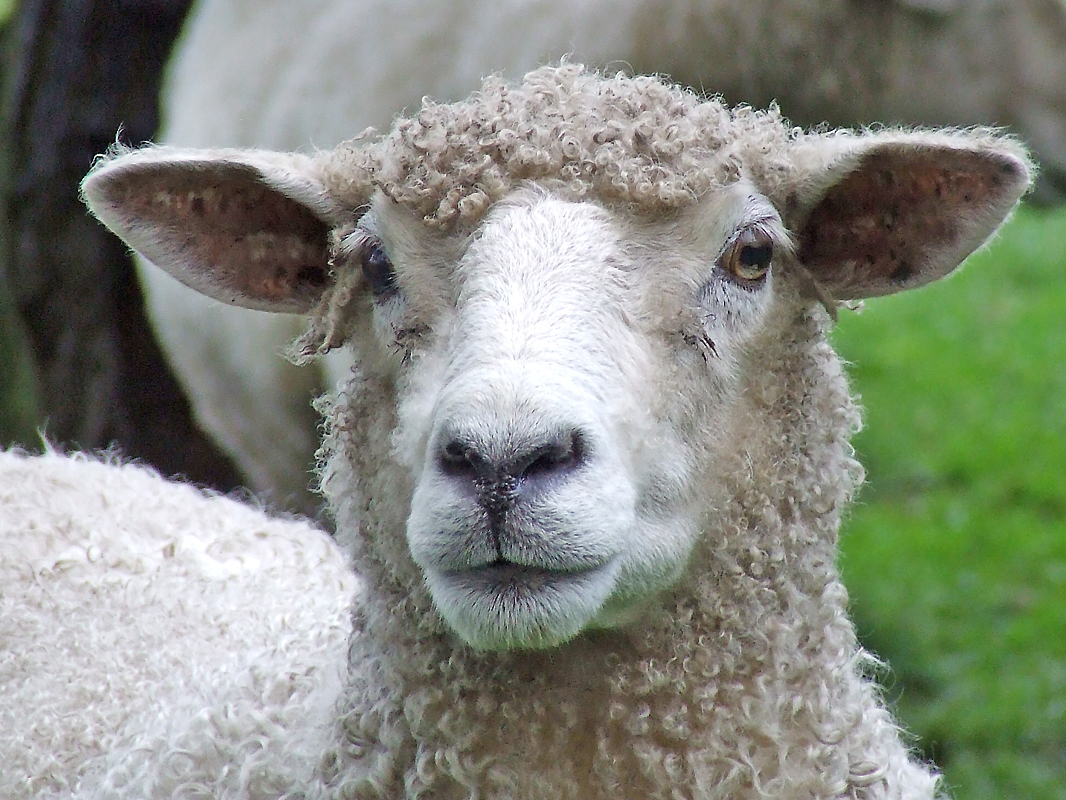

### QI04AA Inactivated viral vaccines
QI04AA01 Louping ill virus
QI04AA02 Bluetongue virus

### QI04AB Inactivated bacterial vaccines (including mycoplasma, toxoid and chlamydia)
QI04AB01 کلوستریدیوم
QI04AB02 Pasteurella
QI04AB03 Bacteroides
QI04AB04 اشریشیا
QI04AB05 Clostridium + pasteurella
QI04AB06 Chlamydia
QI04AB08 Erysipelothrix
QI04AB09 مایکوباکتریوم

### QI04AC Inactivated bacterial vaccines and antisera
گروه خالی

### QI04AD Live viral vaccines
QI04AD01 Orf virus/contagious pustular dermatitis

### QI04AE Live bacterial vaccines
QI04AE01 Chlamydia
QI04AE02 لیستریا
QI04AE03 Mycobacterium

### QI04AF Live bacterial and viral vaccines
گروه خالی

### QI04AG Live and inactivated bacterial vaccines
گروه خالی

### QI04AH Live and inactivated viral vaccines
گروه خالی

### QI04AI Live viral and inactivated bacterial vaccines
گروه خالی

### QI04AJ Live and inactivated viral and bacterial vaccines
گروه خالی

### QI04AK Inactivated viral and live bacterial vaccines
گروه خالی

### QI04AL Inactivated viral and inactivated bacterial vaccines
گروه خالی

### QI04AM Antisera, immunoglobulin preparations, and antitoxins
QI04AM01 Pasteurella antiserum
QI04AM02 Clostridium antiserum

### QI04AN Live parasitic vaccines
QI04AN01 توکسوپلاسما گوندی

### QI04AO Inactivated parasitic vaccines
گروه خالی

### QI04AP Live fungal vaccines
گروه خالی

### QI04AQ Inactivated fungal vaccines
گروه خالی

### QI04AR In vivo diagnostic preparations
گروه خالی

### QI04AS Allergens
گروه خالی

### QI04AT Colostrum preparations and substitutes
گروه خالی

### QI04AU Other live vaccines
گروه خالی

### QI04AV Other inactivated vaccines
گروه خالی

### QI04AX Other immunologicals
گروه خالی

## QI04X Ovidae, others
گروه خالی